# Anemia lanuginosa
Anemia lanuginosa är en ormbunkeart som beskrevs av August Gustav Heinrich von Bongard. Anemia lanuginosa ingår i släktet Anemia och familjen Anemiaceae. Inga underarter finns listade.